# Бурген
Бурген (њем. Burggen) општина је у њемачкој савезној држави Баварска. Једно је од 34 општинска средишта округа Вајлхајм-Шонгау. Према процјени из 2010. у општини је живјело 1.693 становника. Посједује регионалну шифру (AGS) 9190118.

## Географски и демографски подаци
Бурген се налази у савезној држави Баварска у округу Вајлхајм-Шонгау. Општина се налази на надморској висини од 745 метара. Површина општине износи 24,9 km². У самом мјесту је, према процјени из 2010. године, живјело 1.693 становника. Просјечна густина становништва износи 68 становника/km².

## Међународна сарадња
| Мјесто | Држава    | Врста сарадње | Од    |
| ------ | --------- | ------------- | ----- |
|        | Француска | партнерство   | 1993. |
| Извор  |           |               |       |